# Daniela Alvarado
Daniela Alvarado née le 23 octobre 1981 à Caracas, Venezuela, est une actrice vénézuélienne.

## Filmographie

### Telenovelas
- 2012 : Mi ex me tiene ganas
- 2009-2010 : Un esposo para Estela
- 2006 : Voltea pa' que te enamores
- 2006 : Mujer de mundo
- 2005 : Se solicita príncipe azul
- 2003 : La invasora
- 2002 : Juana la virgen
- 2000 : Angelica pecado
- 2000 : Mariú
- 1999 : Mujercitas
- 1997 : A todo corazón
- 1997 : María de los Ángeles
- 1996 : La inolvidable
- 1995 : Amores de fin de siglo
- 1993 : El paseo de la gracia de dios
- 1992 : Divina obsesión
- 1991 : La mujer prohibida
- 1989 : La revancha

### Films
- 2010 : Taita boves
- 2008 : El enemigo
- 2007 : Una Abuela virgen
- 2007 : 13 segundos
- 2004 : Punto y raya
- 1997 : Salserín
- 1993 : La isla de los tigritos (TV)
- 2012 : Azul y no tan rosa de Miguel Ferrari

## Crédit d'auteurs
- (es) Cet article est partiellement ou en totalité issu de l’article de Wikipédia en espagnol intitulé « Daniela Alvarado » (voir la liste des auteurs).